# Schock
«Schock» (нім. Шок) — шостий студійний альбом німецького рок-гурту Eisbrecher. В Німеччині альбом вийшов 23 січня 2015. Станом на 11 квітня 2016 альбом продався у понад 100,000 копій по Німеччині.

## Список пісень
| #   | Назва                     | Переклад назви           | Тривалість |
| --- | ------------------------- | ------------------------ | ---------- |
| 1.  | «Volle Kraft voraus»      | Повний вперед            | 3:16       |
| 2.  | «1000 Narben»             | 1000 шрамів              | 3:53       |
| 3.  | «Schock»                  | Шок                      | 3:46       |
| 4.  | «Zwischen uns»            | Між нами                 | 3:38       |
| 5.  | «Rot wie die Liebe»       | Червона як любов         | 3:48       |
| 6.  | «Himmel, Arsch und Zwirn» | Небеса, сідниці та нитка | 4:17       |
| 7.  | «Schlachtbank»            | Замордувати              | 3:06       |
| 8.  | «Dreizehn»                | Тринадцять               | 3:28       |
| 9.  | «Unschuldsengel»          | Невинний янгол           | 3:53       |
| 10. | «Nachtfieber»             | Нічний жар               | 3:10       |
| 11. | «Noch zu retten»          | Все ще зберегти          | 4:37       |
| 12. | «Fehler machen Leute»     | Помилки показують людей  | 3:44       |
| 13. | «Der Flieger»             | Авіатор                  | 3:29       |
| 14. | «So oder so»              | У будь-якому напрямку    | 4:07       |

### Бонусні треки
| #   | Назва                                       | Переклад назви                               | Тривалість |
| --- | ------------------------------------------- | -------------------------------------------- | ---------- |
| 15. | «Das steht Dir gut (кавер пісні Rheingold)» | Це тобі гарно личить (кавер пісні Rheingold) | 3:55       |

### Бонусні треки ITunes
| #   | Назва            | Переклад назви      | Тривалість |
| --- | ---------------- | ------------------- | ---------- |
| 16. | «Süßwasserfisch» | Риба зі свіжої води | 3:05       |

## Чарти
| Чарт (2015)          | Місце |
| -------------------- | ----- |
| Media Control Charts | 2     |
| Ö3 Austria Top 40    | 11    |
| Swiss Music Charts   | 16    |